# Camptoptera hundsheimiensis
Camptoptera hundsheimiensis är en stekelart som beskrevs av Soyka 1961. Camptoptera hundsheimiensis ingår i släktet Camptoptera och familjen dvärgsteklar.
Artens utbredningsområde är Österrike. Inga underarter finns listade.